# سن-پلاسید، کبک
سن-پلاسید (به فرانسوی: Saint-Placide) شهری در منطقه شهری دو-مونتاین ناحیه لورانتید در استان کبک کانادا است. در سرشماری سال ۲۰۱۱ این شهر ۱٬۵۹۱ نفر جمعیت داشته‌است و مساحت آن ۴۱٫۹۵ کیلومتر مربع است.